# 오자키 유키오
오자키 유키오(일본어: 尾崎 行雄, 1858년 11월 20일 ~ 1954년 10월 6일)는 일본 제국의 정치인, 교육자이다.
일본에선 "헌정의 신" (憲政の神様), "의회 정치의 아버지" (議会政治の父) 로 불리며, 1889년부터 1952년까지 중의원 의원에 모두 25번이나 당선되어, 총 63년 동안 국회의원으로 활약하였다. 칭호는 중의원 명예 의원과 도쿄 도 명예 도민이며, 제2차 세계 대전 후에는 영어를 공용어로 하자는 "영어공용어론"을 주장하기도 하였다.
딸 소마 유키카(相馬雪香)는 평화 운동가이며 나카무라 소마 자작가의 마지막 자작부인이었다. 사위는 소마 야스타네(相馬恵胤) 자작이다.

## 같이 보기
- 치안유지법
- 입헌개진당
- 헌정당
- 다카미네 조키치